# Fresnoy-les-Roye Communal Cemetery
Fresnoy-les-Roye Communal Cemetery is een begraafplaats gelegen in de Franse plaats Fresnoy-les-Roye (Somme). De militaire graven worden onderhouden door de Commonwealth War Graves Commission.
De begraafplaats telt 1 geïdentificeerd Gemenebest graf uit de Eerste Wereldoorlog.